# Durian (Pantai Labu)
Durian is een bestuurslaag in het regentschap Deli Serdang van de provincie Noord-Sumatra, Indonesië. Durian telt 4628 inwoners (volkstelling 2010).